# Kepler-447b
Kepler-447b es un planeta extrasolar que forma parte de un sistema planetario formado por al menos un planeta. Orbita la estrella denominada Kepler-447. Fue descubierto en el año 2015 por la sonda Kepler por medio de tránsito astronómico.